# Heinrich Kuen
Heinrich Kuen (Imst, 10 febbraio 1899 – Dillingen, 7 ottobre 1989) è stato un linguista austriaco, studioso delle lingue romanze.

## Biografia
Kuen aveva studiato romanistica e germanistica all'Università di Innsbruck, dove nel 1922 aveva discusso la tesi  con Ernst Gamillscheg.
Dopo ulteriori studi a Berlino e Barcellona, inizia la carriera di docente a Innsbruck. Nel 1926 divenne assistente di Philipp August Becker all'Università di Lipsia. Nel 1930 vi si abilitò con Walther von Wartburg. Dal 1931 al 1938 subentrò ad Hans Rheinfelder nell'insegnamento della filologia romanza presso l'Università di Friburgo, quindi fino al 1967 è succeduto a Julius Pirson come professore presso l'Università di Erlangen, dove ha insegnato come emerito fino al 1981.

## Opere
- Il dialetto di Alghero e la sua collocazione nella storia della lingua catalana. Barcellona: Biblioteca Balmes, 1934
- Versuch einer vergleichenden Charakteristik der romanischen Schriftsprachen. Erlangen: Universitätsbund Erlangen, 1958
- Romanistische Aufsätze., Norimberga: Hans Carl, 1970 [raccolta di articoli]
- Beiträge zum Rätoromanischen (a cura di Werner Marxgut), Innsbruck, 1991

| Controllo di autorità | VIAF (EN) 37708525 · ISNI (EN) 0000 0000 8117 1637 · BAV 495/208539 · LCCN (EN) n90716014 · GND (DE) 118567667 · BNE (ES) XX1334537 (data) · BNF (FR) cb11953760d (data) · J9U (EN, HE) 987007280892505171 · CONOR.SI (SL) 290953571 |